# Polythore mutata
Polythore mutata – gatunek ważki z rodziny Polythoridae. Występuje na terenie Ameryki Południowej.